# Mafiosa
Mafiosa est une série télévisée française créée par Hugues Pagan et diffusée du 12 décembre 2006 au 15 mars 2014 sur Canal+. Elle met en scène le milieu mafieux corse en s'inspirant de faits réels. Selon plusieurs médias, le personnage de Sandra s'inspire de la vie de Sandra Casanova-Germani, veuve de Richard Casanova (ancien du gang de la Brise de mer de Bastia). Son frère Jean-Luc Germani fut l'homme le plus recherché de France, avant d'être arrêté et incarcéré à la maison centrale d'Arles. La série a été nommée aux Globes de Cristal en 2015 dans la catégorie Meilleur Téléfilm-Série Télévisée.

## Synopsis
Par la volonté de son oncle François Paoli, mort assassiné, Sandra Paoli (Hélène Fillières), est propulsée à 30 ans à la tête d'un puissant clan mafieux. La jeune femme doit asseoir son autorité dans un monde d'hommes, de violence, de meurtres, de racket et de mises à mort politiques. Pour se montrer à la hauteur, elle va devoir séduire, manipuler, réinventer le clan à sa manière. 

### Famille Paoli
|                      |                      |                      |                      |                      |                      |               |               |                     |                     |                     |                     |                     |                     |            |            |                    |                    |                    |                    |                    |                    |                |                |                  |                  | Ange-Marie Paoli | Ange-Marie Paoli | Ange-Marie Paoli | Ange-Marie Paoli | Ange-Marie Paoli | Ange-Marie Paoli |                |                | {{{ ? }}}      | {{{ ? }}}      | {{{ ? }}}    | {{{ ? }}}    | {{{ ? }}}    | {{{ ? }}}    |              |              |                   |                   |                   |                   |                   |                   |               |               |                  |                  |                  |                  |                   |                   |                   |                   |                   |                   |  |  |  |  |  |  |  |  |  |  |  |  |  |  |  |  |  |  |
|                      |                      |                      |                      |                      |                      |               |               |                     |                     |                     |                     |                     |                     |            |            |                    |                    |                    |                    |                    |                    |                |                |                  |                  | Ange-Marie Paoli | Ange-Marie Paoli | Ange-Marie Paoli | Ange-Marie Paoli | Ange-Marie Paoli | Ange-Marie Paoli |                |                | {{{ ? }}}      | {{{ ? }}}      | {{{ ? }}}    | {{{ ? }}}    | {{{ ? }}}    | {{{ ? }}}    |              |              |                   |                   |                   |                   |                   |                   |               |               |                  |                  |                  |                  |                   |                   |                   |                   |                   |                   |  |  |  |  |  |  |  |  |  |  |  |  |  |  |  |  |  |  |
|                      |                      |                      |                      |                      |                      |               |               |                     |                     |                     |                     |                     |                     |            |            |                    |                    |                    |                    |                    |                    |                |                |                  |                  |                  |                  |                  |                  |                  |                  |                |                |                |                |              |              |              |              |              |              |                   |                   |                   |                   |                   |                   |               |               |                  |                  |                  |                  |                   |                   |                   |                   |                   |                   |  |  |  |  |  |  |  |  |  |  |  |  |  |  |  |  |  |  |
|                      |                      |                      |                      |                      |                      |               |               |                     |                     |                     |                     |                     |                     |            |            |                    |                    |                    |                    |                    |                    |                |                |                  |                  |                  |                  |                  |                  |                  |                  |                |                |                |                |              |              |              |              |              |              |                   |                   |                   |                   |                   |                   |               |               |                  |                  |                  |                  |                   |                   |                   |                   |                   |                   |  |  |  |  |  |  |  |  |  |  |  |  |  |  |  |  |  |  |
|                      |                      | Blanche Paoli        | Blanche Paoli        | Blanche Paoli        | Blanche Paoli        | Blanche Paoli | Blanche Paoli |                     |                     | Orso Paoli          | Orso Paoli          | Orso Paoli          | Orso Paoli          | Orso Paoli | Orso Paoli |                    |                    |                    |                    |                    |                    | Caterina Paoli | Caterina Paoli | Caterina Paoli   | Caterina Paoli   | Caterina Paoli   | Caterina Paoli   |                  |                  | François Paoli   | François Paoli   | François Paoli | François Paoli | François Paoli | François Paoli |              |              | Pierre Paoli | Pierre Paoli | Pierre Paoli | Pierre Paoli | Pierre Paoli      | Pierre Paoli      |                   |                   | Maria Léandri     | Maria Léandri     | Maria Léandri | Maria Léandri | Maria Léandri    | Maria Léandri    |                  |                  | Hyacinthe Léandri | Hyacinthe Léandri | Hyacinthe Léandri | Hyacinthe Léandri | Hyacinthe Léandri | Hyacinthe Léandri |  |  |  |  |  |  |  |  |  |  |  |  |  |  |  |  |  |  |
|                      |                      | Blanche Paoli        | Blanche Paoli        | Blanche Paoli        | Blanche Paoli        | Blanche Paoli | Blanche Paoli |                     |                     | Orso Paoli          | Orso Paoli          | Orso Paoli          | Orso Paoli          | Orso Paoli | Orso Paoli |                    |                    |                    |                    |                    |                    | Caterina Paoli | Caterina Paoli | Caterina Paoli   | Caterina Paoli   | Caterina Paoli   | Caterina Paoli   |                  |                  | François Paoli   | François Paoli   | François Paoli | François Paoli | François Paoli | François Paoli |              |              | Pierre Paoli | Pierre Paoli | Pierre Paoli | Pierre Paoli | Pierre Paoli      | Pierre Paoli      |                   |                   | Maria Léandri     | Maria Léandri     | Maria Léandri | Maria Léandri | Maria Léandri    | Maria Léandri    |                  |                  | Hyacinthe Léandri | Hyacinthe Léandri | Hyacinthe Léandri | Hyacinthe Léandri | Hyacinthe Léandri | Hyacinthe Léandri |  |  |  |  |  |  |  |  |  |  |  |  |  |  |  |  |  |  |
|                      |                      |                      |                      |                      |                      |               |               |                     |                     |                     |                     |                     |                     |            |            |                    |                    |                    |                    |                    |                    |                |                |                  |                  |                  |                  |                  |                  |                  |                  |                |                |                |                |              |              |              |              |              |              |                   |                   |                   |                   |                   |                   |               |               |                  |                  |                  |                  |                   |                   |                   |                   |                   |                   |  |  |  |  |  |  |  |  |  |  |  |  |  |  |  |  |  |  |
|                      |                      |                      |                      |                      |                      |               |               |                     |                     |                     |                     |                     |                     |            |            |                    |                    |                    |                    |                    |                    |                |                |                  |                  |                  |                  |                  |                  |                  |                  |                |                |                |                |              |              |              |              |              |              |                   |                   |                   |                   |                   |                   |               |               |                  |                  |                  |                  |                   |                   |                   |                   |                   |                   |  |  |  |  |  |  |  |  |  |  |  |  |  |  |  |  |  |  |
| Jean-Alexandre Paoli | Jean-Alexandre Paoli | Jean-Alexandre Paoli | Jean-Alexandre Paoli | Jean-Alexandre Paoli | Jean-Alexandre Paoli |               |               | Jean-François Paoli | Jean-François Paoli | Jean-François Paoli | Jean-François Paoli | Jean-François Paoli | Jean-François Paoli |            |            | Pierre-Marie Paoli | Pierre-Marie Paoli | Pierre-Marie Paoli | Pierre-Marie Paoli | Pierre-Marie Paoli | Pierre-Marie Paoli |                |                | Christelle Paoli | Christelle Paoli | Christelle Paoli | Christelle Paoli | Christelle Paoli | Christelle Paoli |                  |                  |                |                | Sandra Paoli   | Sandra Paoli   | Sandra Paoli | Sandra Paoli | Sandra Paoli | Sandra Paoli |              |              | Jean-Michel Paoli | Jean-Michel Paoli | Jean-Michel Paoli | Jean-Michel Paoli | Jean-Michel Paoli | Jean-Michel Paoli |               |               | Marie-Luce Paoli | Marie-Luce Paoli | Marie-Luce Paoli | Marie-Luce Paoli | Marie-Luce Paoli  | Marie-Luce Paoli  |                   |                   |                   |                   |  |  |  |  |  |  |  |  |  |  |  |  |  |  |  |  |  |  |
| Jean-Alexandre Paoli | Jean-Alexandre Paoli | Jean-Alexandre Paoli | Jean-Alexandre Paoli | Jean-Alexandre Paoli | Jean-Alexandre Paoli |               |               | Jean-François Paoli | Jean-François Paoli | Jean-François Paoli | Jean-François Paoli | Jean-François Paoli | Jean-François Paoli |            |            | Pierre-Marie Paoli | Pierre-Marie Paoli | Pierre-Marie Paoli | Pierre-Marie Paoli | Pierre-Marie Paoli | Pierre-Marie Paoli |                |                | Christelle Paoli | Christelle Paoli | Christelle Paoli | Christelle Paoli | Christelle Paoli | Christelle Paoli |                  |                  |                |                | Sandra Paoli   | Sandra Paoli   | Sandra Paoli | Sandra Paoli | Sandra Paoli | Sandra Paoli |              |              | Jean-Michel Paoli | Jean-Michel Paoli | Jean-Michel Paoli | Jean-Michel Paoli | Jean-Michel Paoli | Jean-Michel Paoli |               |               | Marie-Luce Paoli | Marie-Luce Paoli | Marie-Luce Paoli | Marie-Luce Paoli | Marie-Luce Paoli  | Marie-Luce Paoli  |                   |                   |                   |                   |  |  |  |  |  |  |  |  |  |  |  |  |  |  |  |  |  |  |
|                      |                      |                      |                      |                      |                      |               |               |                     |                     |                     |                     |                     |                     |            |            |                    |                    |                    |                    |                    |                    |                |                |                  |                  |                  |                  |                  |                  |                  |                  |                |                |                |                |              |              |              |              |              |              |                   |                   |                   |                   |                   |                   |               |               |                  |                  |                  |                  |                   |                   |                   |                   |                   |                   |  |  |  |  |  |  |  |  |  |  |  |  |  |  |  |  |  |  |
|                      |                      |                      |                      |                      |                      |               |               |                     |                     |                     |                     |                     |                     |            |            |                    |                    |                    |                    |                    |                    |                |                |                  |                  |                  |                  |                  |                  |                  |                  |                |                |                |                |              |              |              |              |              |              |                   |                   |                   |                   |                   |                   |               |               |                  |                  |                  |                  |                   |                   |                   |                   |                   |                   |  |  |  |  |  |  |  |  |  |  |  |  |  |  |  |  |  |  |
|                      |                      |                      |                      |                      |                      |               |               |                     |                     |                     |                     |                     |                     |            |            |                    |                    |                    |                    |                    |                    |                |                | Lezia Paoli      | Lezia Paoli      | Lezia Paoli      | Lezia Paoli      | Lezia Paoli      | Lezia Paoli      |                  |                  |                |                |                |                |              |              |              |              |              |              | Carmen Paoli      | Carmen Paoli      | Carmen Paoli      | Carmen Paoli      | Carmen Paoli      | Carmen Paoli      |               |               | Mattéo Paoli     | Mattéo Paoli     | Mattéo Paoli     | Mattéo Paoli     | Mattéo Paoli      | Mattéo Paoli      |                   |                   |                   |                   |  |  |  |  |  |  |  |  |  |  |  |  |  |  |  |  |  |  |

## Distribution
| Personnages                        | Saisons                | Saisons                | Saisons                | Saisons                | Saisons                |
| Personnages                        | Saison 1 (2006)        | Saison 2 (2008)        | Saison 3 (2010)        | Saison 4 (2012)        | Saison 5 (2014)        |
| ---------------------------------- | ---------------------- | ---------------------- | ---------------------- | ---------------------- | ---------------------- |
| Sandra Paoli                       | Hélène Fillières       | Hélène Fillières       | Hélène Fillières       | Hélène Fillières       | Hélène Fillières       |
| Carmen Paoli                       | Phareelle Onoyan       | Phareelle Onoyan       | Phareelle Onoyan       | Phareelle Onoyan       | Phareelle Onoyan       |
| Paul « Sauveur » Bonafedi          | Jean-Marc Michelangeli | Jean-Marc Michelangeli | Jean-Marc Michelangeli | Jean-Marc Michelangeli | Jean-Marc Michelangeli |
| Jean-Michel Paoli                  | Thierry Neuvic         | Thierry Neuvic         | Thierry Neuvic         | Thierry Neuvic         |                        |
| Marie-Luce Paoli                   | Caroline Baehr         | Caroline Baehr         |                        |                        |                        |
| Hyacinthe Léandri                  | Guy Cimino             | Guy Cimino             |                        |                        |                        |
| Rémi Andréani                      | Fabrizio Rongione      | Fabrizio Rongione      |                        |                        |                        |
| Le commissaire Rocca               | Patrick Dell'Isola     | Antoine Basler         |                        |                        |                        |
| Toussaint Scaglia                  |                        | Jean-Pierre Kalfon     | Jean-Pierre Kalfon     | Jean-Pierre Kalfon     | Jean-Pierre Kalfon     |
| Antoine « Tony » Campana           |                        | Éric Fraticelli        | Éric Fraticelli        | Éric Fraticelli        | Éric Fraticelli        |
| Joseph Emmanuel « Manu » Mordiconi |                        | Frédéric Graziani      | Frédéric Graziani      | Frédéric Graziani      | Philippe Corticchiato  |
| Saudade Canarelli                  |                        | Véronique Volta        | Véronique Volta        | Véronique Volta        | Véronique Volta        |
| Moktar Bouamen                     |                        | JoeyStarr              | JoeyStarr              |                        |                        |
| Nader Bouamen                      |                        |                        | Reda Kateb             |                        |                        |
| Mikaël Giacomini                   |                        |                        | Abraham Belaga         | Abraham Belaga         |                        |
| Christelle Paoli                   |                        |                        | Emmanuelle Hauck       | Emmanuelle Hauck       | Emmanuelle Hauck       |
| Livia « Laëtitia » Tavera          |                        |                        | Héléna Noguerra        | Linda Hardy            | Linda Hardy            |
| Le capitaine Alain Damiani         |                        |                        | Jean-Philippe Ricci    | Jean-Philippe Ricci    | Jean-Philippe Ricci    |
| Le commandant Thomas Quilichini    |                        |                        | Denis Braccini         | Denis Braccini         | Denis Braccini         |
| Le juge Ravanelli                  |                        |                        |                        | Olivier Ythier         | Olivier Ythier         |

### Personnages récurrents

#### Saison 1(2006)
- Pierre-Marie Mosconi : Mattei
- Erick Desmarestz : le président Larcher
- Marisa Berenson : Caterina Paoli
- Daniel Duval : François Paoli
- Claude Faraldo : Ange-Marie Paoli
- Jo Fondacci : Simon Bianchini
- Yves Jacques : Mathieu Zamponi
- Rémi Martin : Martial Santoni
- Venantino Venantini : Charly « la Machine » Scaglia
- Didier Landucci : Dominique Bianchini
- Isabelle Tanakil : Maria Léandri Paoli
- Catriona MacColl : la correspondante de la DEA
- Cédric Appietto : Gino Poletti
- Marie-Ange Geronimi : l'amie d'Ange-Marie Paoli
- Raymond Aquaviva : Louis-Pierre Filippi
- Moussa Maaskri : Suleiman
- Franck Adrien : Carmino
- Fred Epaud : Peretti
- Abdelhafid Metalsi : Driss Kebir
- Cécile Paoli : Alberta
- Valérie Leboutte : un médecin
- Laurent Maurel : le capitaine de gendarmerie
- Marianne Anska : Madame Leonelli
- Armand Chagot : le responsable des docks

#### Saison 2(2008)
- Jean-François Stévenin : Constantin « Coco » Casanova
- Didier Landucci (dans un nouveau rôle) : Pierre-Mathieu (homme de main de Coco)
- Marc Bodnar : le commissaire Keller
- Jonathan Cohen : Patrick Benmussa
- Pierre-Laurent Santelli : Daniel Piétri, dit « le Dentiste »
- Marie-Ange Geronimi : l'amie d'Ange-Marie Paoli
- Michel Ferracci : Ortoli
- Alice Pol : Aurélie
- Sarah-Laure Estragnat : Betty
- Valérie Donzelli : Marie Bonafedi, soeur de Paul Bonafedi et avocate de Jean-Michel Paoli
- Louise Szpindel
- Hippolyte Girardot : le dragueur
- Stéphane Blancafort : le copain
- Monique Chaumette : Mme Mordiconi
- Jean-François Malet : le patron du Balneo
- Lény Sellam : un flic au Dakota
- Frédéric Poggi : Jean-Jo

#### Saison 3(2010)
- Lionel Tavera : Migué Poli
- Reda Kateb : Nader Bouamen
- Michel Ferracci (nouveau rôle) :  André Luciani
- Daniel Delorme : Jean-Charles Filipponi, le maire
- Pierre Leccia : Pierre-Mathieu Grimaldi
- Jean-François Perrone : Jean Santini
- Abraham Belaga : Mikaël Giacomini
- Julia Pierrini-Darcourt : l'amie de Tony
- Benjamin Garcia Casinelli : le mari de l'amie de Tony
- Mélissa Drigeard : Jessica
- Michel Albertini : Paul-Noël Agostini
- Virgile Bramly : Pipo
- Gianni Giardinelli : Nico
- Jérôme Keen : Dozlan

#### Saison 4(2012)
- Jean-Marc Michelangeli : Paul-Sauveur Bonafedi
- Lionel Tavera : Migué Poli
- Jean-François Perrone : Jean Santini
- Philippe Nahon : Jules Acquaviva
- Marie-Paule Franceschetti : Mme Acquaviva
- Jérôme Robart : Sébastien Acquaviva
- Renan Carteaux : Marc Acquaviva
- Stefano Accorsi : Enzo Manfredi
- Abraham Belaga : Mikaël Giacomini
- Anna Mihalcea : le lieutenant Milka Demazon
- Mikaël Chirinian : Julien, dit « MacGyver »
- Pierrick Tonelli : un officier de la PJ
- Michel Ferracci : André Luciani
- Cédric Appietto (nouveau rôle) : Guy Bastiani
- Paul Prudenti : Simon Comiti
- Antò Mela : Ludo Campana
- Marie Murcia : Marie-Paule Campana
- Paul Garatte : Jean-Luc Ferucci
- Ange Basterga : Anto
- David Saracino : Batti
- Sophie Meister : Sophia
- Christophe Brault : l'avocat d'Enzo
- Kamel Laadaili : Bensallah

#### Saison 5(2014)
- Paul Garatte : Jean-Luc Ferrucci
- Jean-Marc Michelangeli : Paul-Sauveur Bonafedi
- Bruno Magne : Me Daniel Colombani
- Carlo Brandt : Orso Paoli
- Asia Argento : Charlie
- Mikaël Chirinian : Julien, dit « MacGyver »
- Denis Pierinelli : Pierre-Marie Paoli
- Jérémie Orsoni : Jean-François « Fanfan » Paoli
- Stéphane Mendella : Jean-Alexandre « Lisandru » Paoli
- Dominique Valadié : Blanche Paoli
- Féodor Atkine : Muller, le banquier
- Delphine de Turckheim : une gardienne de prison
- Patrice Pujol : Freeman

## Fiche technique
- Productrice : Nicole Collet
- Producteur délégué : Serge Moati
- Création : Hugues Pagan
- Scénaristes 1re saison : Hugues Pagan et Stéphanie Benson
- Scénaristes 2e et 3e saisons : Pierre Leccia et Éric Rochant
- Réalisateur 1re saison : Louis Choquette
- Réalisateur 2e et 3e saisons : Éric Rochant
- Réalisateur 4e saison : Pierre Leccia
- Compositeur 1re saison : Cyril Morin
- Compositeur 2e saison : Marco Prince
- Compositeur de la bande originale : Pierre Gambini
- Superviseur musical 3e et 4e saisons : Pascal Mayer

## Épisodes
Chaque saison comporte 8 épisodes nommés Épisode 1 à Épisode 8

## Analyse

### Mafiosa, le clan
À la suite de l'assassinat du chef du clan Paoli, la saison 1 suit le parcours de Sandra Paoli, sa nièce qu'il a désignée comme héritière. Elle va peu à peu s'affirmer comme une chef de clan impitoyable. Il y est aussi question de vengeance, d'honneur, de manipulation, de trafics internationaux et de policiers corrompus. Dès la bande annonce de la série, le ton est donné : « L'homme le plus dangereux de Corse est une femme ». 
La réalisation de la saison 1 de la série créée par Hugues Pagan est confiée à Louis Choquette. Le réalisateur québécois impose un style très moderne, avec un montage très découpé et des cadrages et des effets visuels qui s'inspirent des fictions américaines. Mafiosa se distingue aussi par son scénario, qui met en scène le milieu corse. La saison 1 de Mafiosa apparaît comme une réelle réussite dans l'univers de la fiction française, notamment grâce aux dialogues et au jeu des acteurs.
Un virage semble s'amorcer pour la fiction française, portée par Canal+ depuis quelques années : après avoir tâté le terrain de la sitcom avec H, la chaîne cryptée a réussi à vendre ses séries, comme Engrenages à la BBC et Mafiosa. Il s'agit d'un premier pas pour les séries françaises, qui touchent ainsi l'Angleterre qui parvient à susciter l'attention des Américains sur leur propre terrain avec des budgets relativement similaires.

### Mafiosa, saison 2
Après la réussite contrastée de la première saison, Canal+ et Nicole Collet décident de confier la réalisation à Éric Rochant. Cinéaste confirmé, auteur d'Un monde sans pitié et des Patriotes, Éric Rochant va assez radicalement changer le style de la série. 
Visuellement, il délaisse le montage saccadé et les cadrages si particuliers de la saison 1 pour un style plus classique avec l'utilisation de plans larges, de plans-séquences et privilégiant aussi le jeu des acteurs. Sur le plan du scénario, les auteurs, Éric Rochant et Pierre Leccia font le choix d'apporter plus de réalisme à la série dans le but de mieux décrire le quotidien du milieu corse incarné ici par la famille Paoli. Des personnages font ainsi leur apparition pour donner corps à ce milieu corse, tels Toussaint (interprété par Jean-Pierre Kalfon) sorte de guide de la famille Paoli, Tony (Éric Fraticelli) et Manu (Frédéric Graziani) hommes de main de Sandra Paoli. Pour la musique, Éric Rochant fait appel à Marco Prince, avec qui il a déjà travaillé à plusieurs reprises.
Mafiosa est diffusée dans 61 pays dont l'Italie et la Russie. Un remake américain est à l'étude.

### Mafiosa, saison 3
Toutes les scènes extérieures de cette saison 3 ont été tournées en Corse. Éric Rochant élargit la série en donnant plus de poids à ces seconds rôles pour offrir une vision plus réaliste et proche du quotidien.

### Mafiosa 4: À Paris, les affaires se corsent
La saison 4 de Mafiosa, intitulée À Paris, les affaires se corsent, fait basculer l’intrigue vers un dénouement forcément noir, qu’on sent poindre pour le cinquième volet qui devrait clore ce drame mafieux. Anecdotiques dans la saison 3, les deux policiers interprétés par Jean-Philippe Ricci et Denis Braccini, deviennent des personnages centraux en essayant à tout prix de faire tomber Sandra Paoli.
Pierre Leccia, co-scénariste et second rôle dans la série, succède à Éric Rochant à la réalisation pour la saison 4.
La saison 4 a été diffusée du 19 mars au 9 avril 2012.

### Mafiosa 5: L'Ultime saison
L'acteur Frédéric Graziani qui interprète un personnage principal (Manu), décède en mars 2013 peu de temps avant le début (en juin) du tournage de la saison 5. Il est remplacé par Philippe Corti.
La saison 5 de Mafiosa (huit épisodes) est diffusée à partir du 14 avril 2014 sur Canal+, elle est dédiée à Frédéric Graziani.

## Tournage
La série a été tournée à :
- Aix-en-Provence
- Auriol
- Bastia
- Cassis
- Haute-Corse pour la troisième saison
- La Ciotat
- Marseille
  - Le toit-terrasse de la Cité radieuse de Marseille
- Martigues, port de Lavéra, dans la deuxième saison
- Paris
- Six-Fours-les-Plages
  - Chapelle Notre-Dame-de-Bonne-Garde, la scène finale de la deuxième saison
- Toulon, pour la deuxième saison

## Prix
- 2012 : Prix Polar de la meilleure série française de télévision au Festival « Polar » de Cognac

## Produits dérivés

### DVD
- Mafiosa, le clan : saison 1 (1er octobre 2007) ASIN B000IMV4RI
- Mafiosa, le clan : saison 2 (20 janvier 2008) ASIN B001I0N96I
- Mafiosa, le clan : saison 3 (14 décembre 2010) ASIN B0042ZUNPG
- Mafiosa, le clan : saison 4 (12 avril 2012) ASIN B006YZ9V96